# Rachamim Talbi
Rachamim Talbi (hebr. רחמים טלבי, ur. 17 maja 1943 w Widyniu) – izraelski piłkarz, napastnik, skrzydłowy.
W reprezentacji Izraela zagrał w 32 oficjalnych spotkaniach, w tym także na mistrzostwach świata w Meksyku. Podczas MŚ 70 zagrał w meczu Izraela z Urugwajem. W 1968 był uczestnikiem igrzysk w Meksyku. W karierze klubowej był długoletnim zawodnikiem Maccabi Tel Awiw. Trzykrotnie zdobywał tytuł mistrza kraju (1968, 1970, 1972), cztery razy Puchar Izraela (1964, 1965, 1967, 1970).